# هاربر ويليامز
هاربر ويليامز (بالإنجليزية: Harper Williams)‏ مواليد 25 مايو 1971 في بريدجبورت، هو لاعب كرة سلة أمريكي سابق. بدأ مسيرته الاحترافية في سنة 1993. يبلغ طوله 6 قدم 8 بوصة (2.0 م). اعتزل اللعب في 2010.

## المسيرة الاحترافية
لعب مع ليون في الدوري الإسباني في موسم 1993–1994، ثم لعب مع سي بي إستوديانتس في موسم 1994–1995، ثم لعب مع باسكت مانريسا في الدوري الإسباني في موسم 1995–1996، ثم لعب مع سي بي إستوديانتس في موسم 1996–1997، ثم لعب مع ليون في الدوري الإسباني من سنة 1997 إلى 1999، ثم لعب مع ليموج سي إس بي في الدوري الفرنسي في موسم 1999–2000، ثم لعب مع بانيونيس في موسم 2000–2001، ثم لعب مع باسكت مانريسا في الدوري الإسباني من سنة 2002 إلى 2005، ثم لعب مع سي بي غران كناريا في موسم 2005–2006.

## روابط خارجية
- هاربر ويليامز على موقع الدوري الإسباني لكرة السلة (الإسبانية)
- هاربر ويليامز على موقع كرة السلة الأوروبية.كوم (الإنجليزية)
- هاربر ويليامز على موقع كلية كرة السلة في سبورتس رفرنس.كوم (الإنجليزية)
- هاربر ويليامز على موقع ريلجم (الإنجليزية)
- هاربر ويليامز على موقع بروبوليرز (الإنجليزية)
- هاربر ويليامز على موقع سبورتس رفرنس (الإنجليزية)